# Bakèse
Bakèse est un hameau du village de Bleid, en pays gaumais, dans la province de Luxembourg (Belgique). Administrativement il fait aujourd'hui partie de la commune de Virton situé en Région wallonne. 
Situé le long de la N82 reliant Virton à Saint-Léger et Arlon - là où aboutit la route venant de Bleid - le hameau se trouve en bordure du Ton. A Bakèse la rivière s'élargit pour former un étang. 